# Оре, Ойстин
О́йстин О́ре (норв. Øystein Ore, Христиания (совр. Осло), 7 октября 1899 — 13 августа 1968) — норвежский математик, специалист в области алгебры, теории чисел и теории графов.

## Биография
Закончил Университет Осло в 23 года (в 1922 году), получив степень Кандидата наук по математике.
Через год (1923) защитил диссертацию «Теория алгебраических полей» под руководством Туральфа Скулема и получил степень Доктора философии.
С 1925 года работал научным сотрудником Университета Осло.
Так же он работал научным сотрудником Института Миттаг-Леффлера в Швеции.
Известно, что он проходил курс по изучению нового подхода Эмми Нётер к абстрактной алгебре в Гёттингенском университете и брал один из курсов в математике в Парижском университете.
В 1930 году женился на Гудрун Лундевалл, в браке родилось двое детей. 
С 1927 по 1931 год работал доцентом математики в Йельском университете. 
В 32 года стал профессором Йельского университета и работал с 1931 по 1968 год, пока не ушёл на пенсию.

## Работы
- Оре О. Замечательный математик Нильс Хенрик Абель. — М.: Физматгиз, 1961.
- Оре О. Графы и их применение. — М.: Мир, 1965. — 174 с.
- Оре О. Теория графов. — М.: УРСС, 2008. — 352 с. — ISBN 978-5-397-00044-4

## Работа
- Ойстин Оре известен своими работами в теории колец, соответствии Галуа, и, прежде всего, в теории графов.
- Основатель эконометрического общества